# Dendronephthya aculeata
Dendronephthya aculeata is een zachte koraalsoort uit de familie Nephtheidae. De koraalsoort komt uit het geslacht Dendronephthya. Dendronephthya aculeata werd in 1905 voor het eerst wetenschappelijk beschreven door Kükenthal. 